# Под небом древних пустынь
«Под не́бом дре́вних пусты́нь» — фильм, снятый в 1958 году в Джунгарии совместными силами Московской и Шанхайской студий научно-популярных фильмов под руководством Владимира Шнейдерова. В 1961 году Владимир Шнейдеров опубликовал книгу «Под небом древних пустынь», посвящённую данной экспедиции и совершённым съёмкам.

## Сюжет
Фильм снят совместно группой советских и китайских кинематографистов и показывает их поездку на двух джипах через пустыни и древние города из советского города Алма-Аты (современный Казахстан) в китайский город Ланьчжоу. 

## Восприятие
Нидерландский режиссёр-документалист Йорис Ивенс высоко оценил фильм на страницах московского журнала «Советский экран». В частности, он писал:
Это поистине документальный видовой фильм в самом лучшем смысле этого слова и самого высокого качества.Йорис Ивенс